# The Man Who Lost
Pour plus de détails, voir Fiche technique et Distribution.
The Man Who Lost est un film muet américain réalisé par Sidney Olcott et produit par la Kalem Company, sorti en 1910.

## Fiche technique
- Titre original : The Man Who Lost
- Réalisateur : Sidney Olcott
- Scénario : Gene Gauntier
- Photographie : Knute Rahmn
- Montage :
- Société de production : Kalem Company
- Pays de production :  États-Unis
- Lieu de tournage : Jacksonville en Floride
- Langue : film muet avec les intertitres en anglais
- Format : Noir et blanc — 35 mm — 1,33:1 — Muet
- Métrage : 300 mètres
- Genre : Film dramatique
- Durée : 10 minutes
- Date de sortie :
  - États-Unis : 28 janvier 1910 (New York)

## Distribution
- Gene Gauntier

## À noter
- Le film est tourné à Jacksonville en Floride où la Kalem Company a installé un studio.